# Bantam (Cocoseilanden)
Bantam is met 414 inwoners (2001) de grootste plaats van de Cocoseilanden, en daarmee groter dan de hoofdstad West Island, dat 138 inwoners telt. 
Het plaatsje is gelegen op Home Island in het atol Zuid-Keelingeilanden, een van de twee bewoonde eilanden van het atol en van het hele territorium, en wordt in tegenstelling tot West Island voornamelijk bevolkt door Cocosmaleiers. De straten van Bantam, dat het enige dorp is op het eiland, vertonen een heel regelmatig schaakbordpatroon, en ook de huizen zijn alle gelijkaardig. Er is een aanlegsteiger aan de lagunekant. 